# Habenaria boadanensis
Habenaria boadanensis är en orkidéart som beskrevs av Oakes Ames. Habenaria boadanensis ingår i släktet Habenaria och familjen orkidéer. Inga underarter finns listade i Catalogue of Life.